# Octave Gelin
Pour les articles homonymes, voir Gelin.

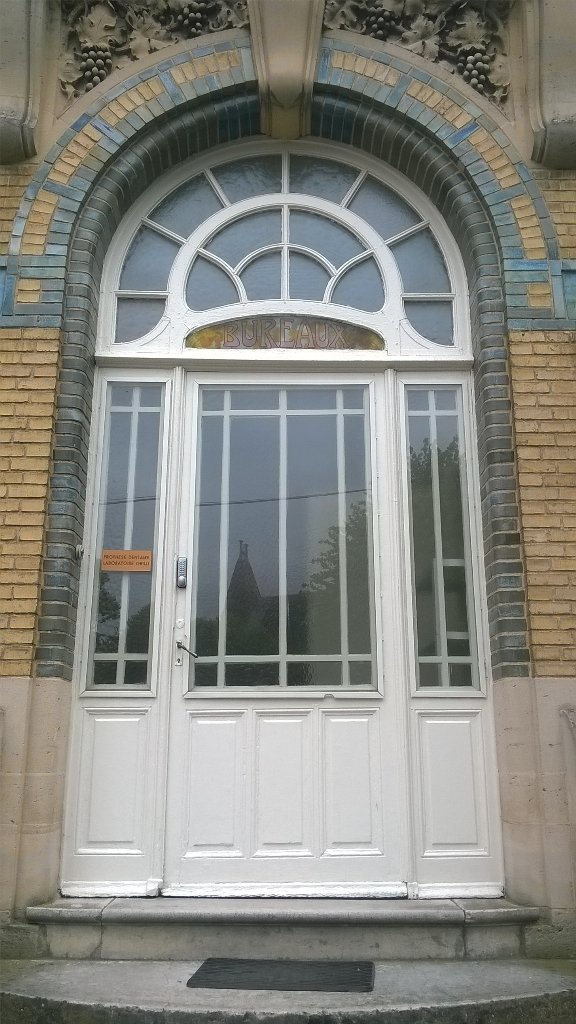
Détail de la porte d'entrée d'un bâtiment dessiné par Octave Gelin, Rue du Maréchal Leclerc, 2/2.

Octave Gelin, né à Saint-Maixent-l'École le 4 juin 1874 et mort à Châlons-en-Champagne (Châlons-sur-Marne) le 9 août 1932, est un architecte français.

## Biographie
Fils de Henri Gelin, instituteur, conservateur de bibliothèque et érudit, il est élève de Raulin et Génuys à l'École des beaux-arts.
Il s'installe à Châlons-en-Champagne en 1902 et reprend le cabinet de Paul George. Il devient alors architecte ordinaire des Monuments Historiques. De nombreux bâtiments ont été dessinés par lui et portent sa signature, à Châlons-en-Champagne. Son style se caractérise par des ornements floraux et des lignes arrondies, typique de l'Art-Nouveau. Certaines façades possèdent des mosaïques de couleurs bleus et ocres.
Ses nombreuses réalisations Art nouveau sont proches de l'esprit de l'École de Nancy. Il est le principal représentant de ce style dans la Marne. Architecte du département de la Marne (1919-1932), on lui doit nombreuses mairies marquées par l'Art Déco.
Octave Gelin a exposé au salon de Paris de 1908, un projet de Caisse d'Epargne pour la ville de Rocroy (Ardennes). Ce projet ayant été classé premier au concours, il fut chargé de son exécution, l'ancienne Caisse d'Epargne fut édifié en 1911.
Son fils André lui succède deux ans à Châlons avant de partir pour Paris.

## Images de bâtiments à Châlons-en-Champagne
Rue Sainte-Marguerite :

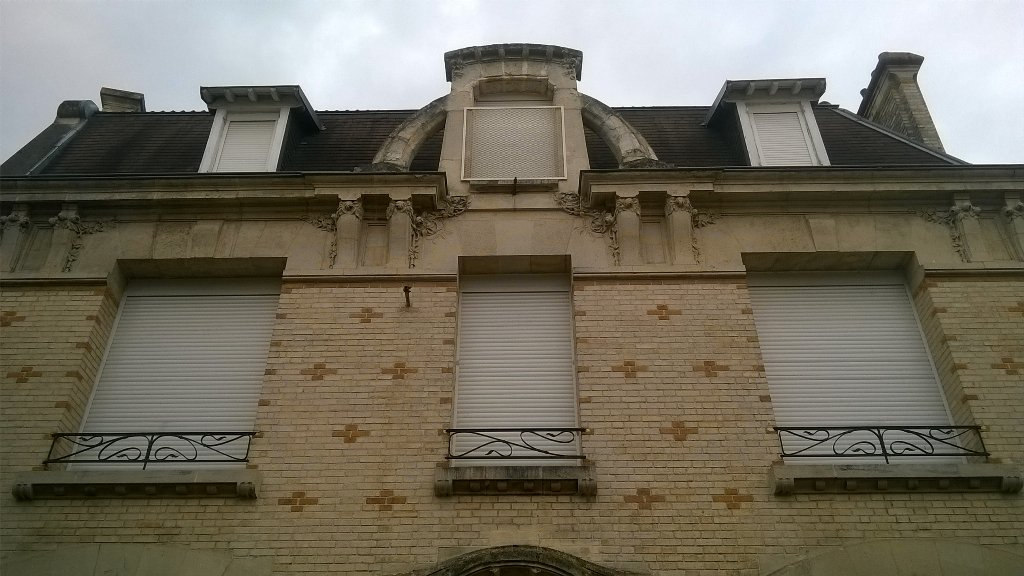
Haut d'une façade, rue Sainte-Marguerite. 1/2
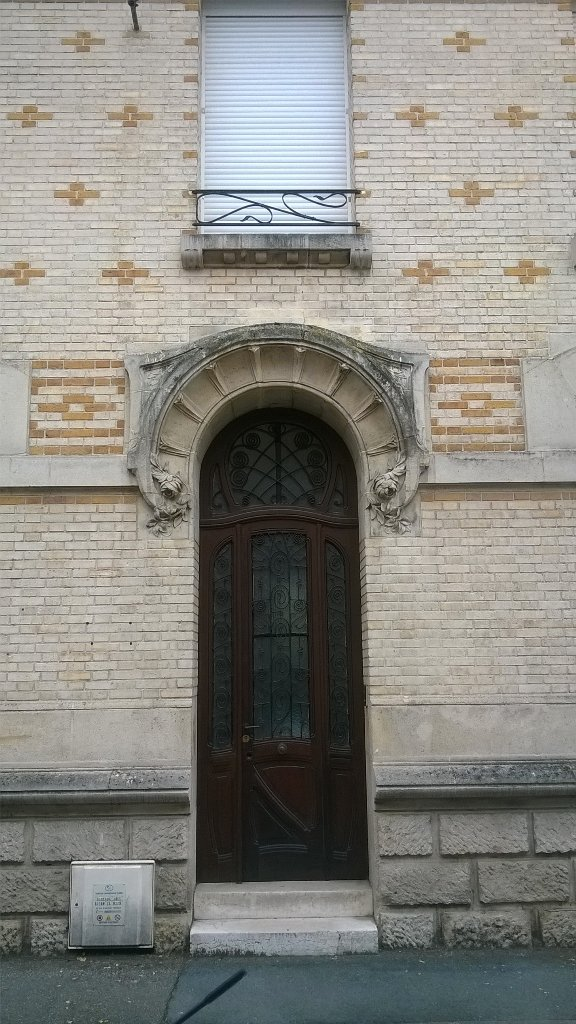
Porte d'entrée, rue Marguerite. 2/2

Rue Carnot :

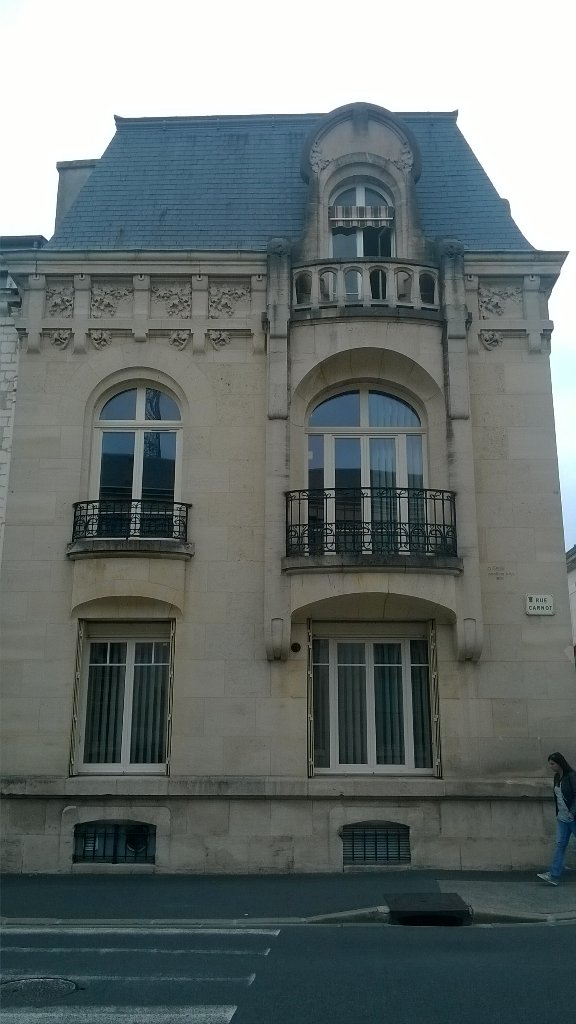
Façade d'un bâtiment dessiné par Octave Gelin. 1/2
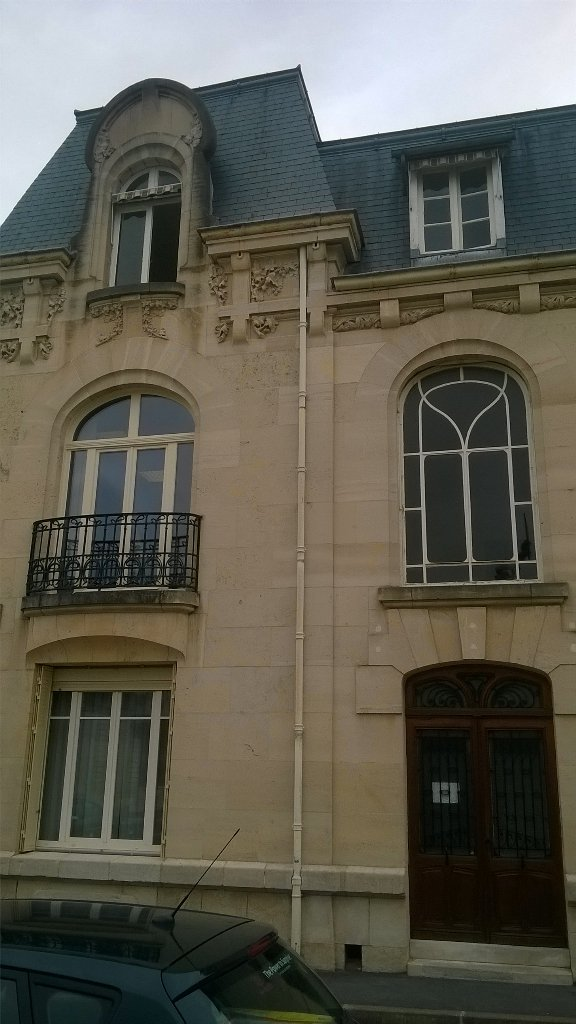
Façade d'un bâtiment. 2/2
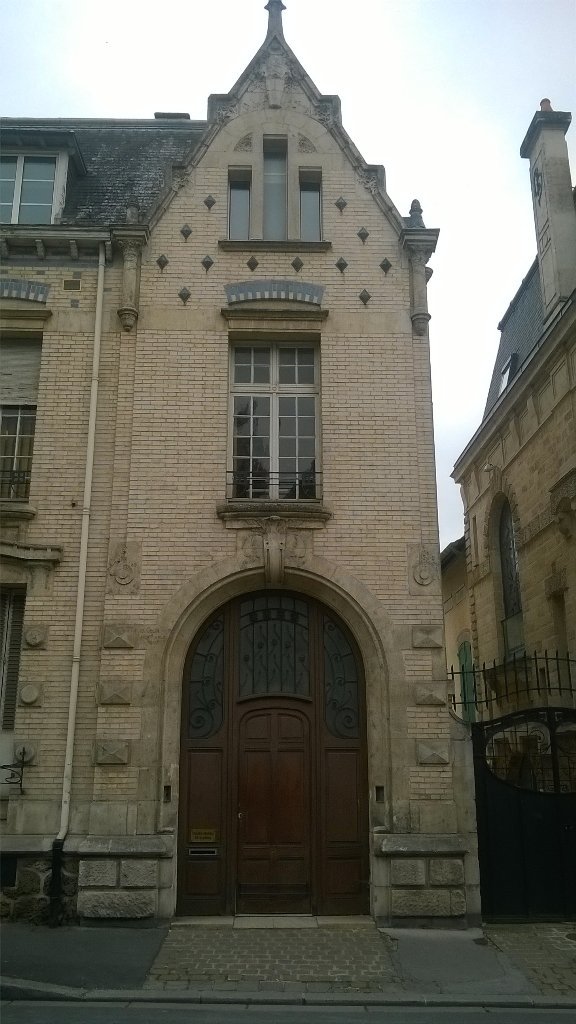
Façade d'un bâtiment dessiné par Octave Gelin. 1/2

Rue du Maréchal Leclerc :

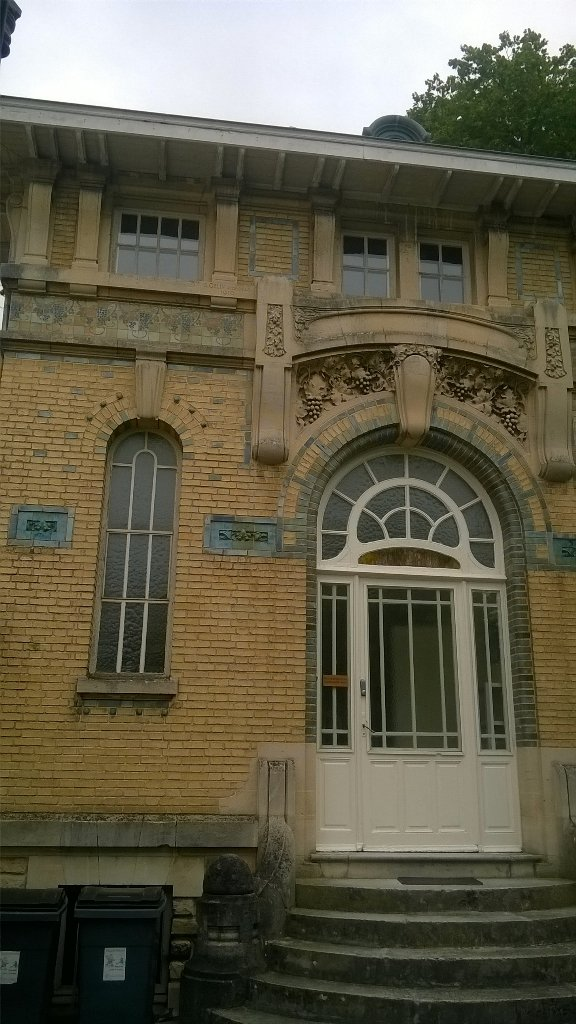
Façade d'un bâtiment dessiné par Octave Gelin. 1/2